# Acadèmia d'Aviació d'Estònia
L'Acadèmia d'Aviació d'Estònia (en estonià: Eesti Lennuakadeemia) és un ens públic de formació i entrenament d'especialistes en aviació. L'acadèmia es troba davant de l'aeroport de Tartu, al sud de la ciutat homònima, que es troba al sud-est d'Estònia. Es tracta de l'única institució de formació superior en aviació del país.

## Història
La institució va ser fundada el 1993 sota el nom de Col·legi d'Aviació de Tartu, i va ser reanomenat Acadèmia d'Aviació d'Estònia el 2008.

## Instal·lacions
L'acadèmia se situa a Ülernurme, al costat de l'aeroport de Tartu, on es troba l'edifici col·loquialment anomenat com a "hèlix". L'edifici educatiu en forma d'hèlix es va completar el 2011, dissenyat per la firma d'arquitectura Lunge & Ko i amb la construcció d'Arco Ehitus OÜ. L'edifici acull aproximadament a 300 estudiants i al voltant de 70 professors i membres del personal. A més de les aules convencionals, s'hi poden trobar també simuladors d'avions i d'helicòpters moderns, així com un simulador de control de trànsit aeri de 360 graus.

### Llibreria
La llibreria de l'Acadèmia d'Aviació d'Estònia conté uns 9.000 ítems a la seva col·lecció, amb al voltant del 80% en anglès, i un nombre petit de llibres també en alemany, rus, finès i altres llengües.